# مارتن كريمر
مارتن كريمر (بالألمانية: Martin Krämer)‏ هو لاعب شطرنج ألماني، ولد في 23 ديسمبر 1987 في إرفورت في ألمانيا.

## وصلات خارجية
- مارتن كريمر على موقع أرشيف الشارخ.
- مارتن كريمر على موقع الاتحاد الدولي للشطرنج (الإنجليزية)
- مارتن كريمر على موقع مباريات الشطرنج (الإنجليزية)
- مارتن كريمر على موقع 365Chess.com (الإنجليزية)
- مارتن كريمر على موقع Chesstempo.com (الإنجليزية)
- مارتن كريمر سجل أولمبياد الشطرنج على موقع OlimpBase.org (الإنجليزية)